# 기노카와역
기노카와역(일본어: 紀ノ川駅, きのかわえき)은 일본 와카야마현 와카야마시에 있는 난카이 전기철도의 역이다. 역 번호는 NK44이다.

## 이용 가능 철도 노선
- 난카이 전기 철도
  - 난카이 본선
  - 가다 선 ※ 선로 명칭상으로는 시발역이지만 운전 계통상은 옆의 와카야마시 역이 기점이다.

가다 선 하행 열차(와카야마시 행)의 안내에서는 "보통 열차(구간 급행) 난바 행 이용 구간은 갈아타시기 바랍니다"와 함께 방송된다.
본 역에 특급과 급행은 정차하지 않기 때문에 와카야마다이가쿠마에 역 이북에서 특급과 급행을 이용하고 옆의 와카야마시 역에서 도중 하차하지 않고 난카이 본선과 가다 선(히가시마쓰에 서쪽 방향)을 서로 갈아타는 경우에만 본 역 ~ 와카야마 시 역 구간의 중복 승차가 인정된다.
낮의 당역 ~ 와카야마시 역 구간은 본선 보통 차량의 가다 선 열차도 폭주하기 때문에, 상하행선 모두 매시 6개(본선 보통 차량 4개 가다 선, 보통 차 2개)가 설정되어 있다.

## 역 구조
상대식 승강장 2면 2선의 지상역이다. 난카이 본선과 가다 선은 승강장의 난바 방향에서 평면 분기된다.
1번 승강장 측에 역사와 개찰, 휠체어 대응 화장실이 있다. 2개의 승강장은 과선교로 연결되어 있지만 엘리베이터가 없는 1번 승강장에만 배리어 프리가 대응된다.

### 승강장
| 번호 | 노선      | 방향 | 행선                  |
| ---- | --------- | ---- | --------------------- |
| 1    | 난카이 선 | 하행 | 와카야마시 행         |
| 1    | 가다 선   | 상행 | 와카야마시 행         |
| 2    | 난카이 선 | 상행 | 간사이쿠코・난바 방면 |
| 2    | 가다 선   | 하행 | 가다 방면             |

## 역 주변
역 주변에는 주택이 많다.
- 와카야마 현립 와카야마키타 고등학교
- 와카야마 시립 허베이 커뮤니티 센터 - 도보 3분
- 기노가와 역전 우체국
- 기요 은행 기노가와 지점
- TV 와카야마
- 기노가와 택시
- 마지오 드라이 버스 스쿨 와카야마 학교

## 역사
- 1898년 10월 22일: 난카이 철도의 오사키 ~ 와카야마키타구치 역 구간의 연장 개통으로 본 역의 전신인 와카야마키타구치 역 개업.
- 1903년 3월 21일: 기노가와 교량의 개통으로 난카이 철도가 와카야마시 역까지 연장됨과 동시에 와카야마키타 구치 역이 폐지되고 대신 현재의 기노가와 역이 개업.
- 1944년
  - 6월 1일: 회사 합병으로 긴키 닛폰 철도의 역이 됨.
  - 10월 1일: 기노가와 ~ 히가시마쓰에 역 구간(당시, 마쓰에 선) 영업 개시.
- 1947년 6월 1일: 노선 양도로 인하여 난카이 전기철도의 역이 됨.
- 1950년 7월 25일: 마쓰에 선의 여객 영업이 개시되어 가다 선 열차가 다니게 됨.

## 인접역
| 난카이 전기철도 난카이 본선         | 난카이 전기철도 난카이 본선 | 난카이 전기철도 난카이 본선     |
| ----------------------------------- | --------------------------- | ------------------------------- |
| NK43 와카야마다이가쿠마에 난바 방면 | ■ 구간급행 ■ 보통           | 와카야마시 NK45 와카야마시 방면 |
| 난카이 전기철도 가다 선             |                             |                                 |
| NK45 와카야마시 와카야마시 방면     |                             | 히가시마쓰에 NK44-1 가다 방면   |